# Revell
Revell è una azienda tedesca specializzata nella produzione di modellismo statico, oltre che con una parte di produzione di modellismo dinamico. La società ha origine negli USA e nel 1956 creò una sussidiaria in Germania, divenuta poi indipendente. Dal 2017 è tedesca del gruppo VC. La Revell GmbH detiene al 2014 il 77% del mercato tedesco.

## Storia
L'azienda è stata fondata nel 1943 a Venice in California come Precision Specialties da Lewis H. Glaser. Il nome Revell deriva dal francese reveille ovvero "nuovo inizio". Primi prodotti furono treni in scala H0, automobili e edifici.

### Gowland e Highway Pioneers
Nel 1950 Revell riproduce Maxwell e Ford Model T della Gowland Brothers inglese; azienda presente dal 1932. Come scrisse Cecil Gibson, le vendite in Inghilterra furono pessime, ma Revell negli USA ebbe maggior fortuna. La scatola Revell citava: "By John Gowland — creator of Champ and Chu Chu". La Maxwell del 1911 e la Model T del 1910 in scala 1:20 erano della serie "action pull toys", con filo di metallo e maniglia. La scatola pubblicizzava "Made in Hollywood" e Revell "Play Planned".
Un paio di anni dopo tali veicoli vennero riscalati e immessi sul mercato come "Highway Pioneers Quick Construction" kit — in cartone e senza meccanismi. La Maxwell ebbe particolare successo con lo show radiofonico di Jack Benny del 1953. La prima serie consisteva in modelli di Packard, Ford Model A, Ford Model T, Stanley Steamer e Cadillac. La seconda serie Stutz Bearcat, Ford Model T del 1915 Sedan, Buick Rumble, Studebaker e Cadillac. La terza serie Oldsmobile, Rambler, Sears, Pierce Arrow e Rolls-Royce (Gowland & Gowland 2007). Revell offrì un "Collector's Kit" con dieci modelli Highway Pioneer.
La serie Highway Pioneers venne rivenduta da con altri marchi Premier, Lincoln International, J & L Randall Ltd ("Merit"), Lodela (Mexico) e Minicraft. Le attrezzature originali Highway Pioneers vennero acquistate dalla britannica Dapol Ltd. Attualmente sono nel Galles, con attrezzature della Airfix, Kitmaster e Tri-ang Model Land.

### Anni '50
Nel 1953 la replica della USS Missouri (BB-63) venne commercializzata. L'accuratezza della riproduzione fu tale che i sovietici ne acquisirono diversi esemplari per scopi di intelligence, come si scoprì nei tardi anni '60.
Aerei, navi e veicoli astronautici si susseguirono negli anni, inclusi i razzi Redstone, Vanguard, Jupiter e Atlas.. Altri come la nave Helios "Nuclear", "Moon Ship", "Passenger Rocket", "Space Taxi" e un primitivo "Space Shuttle" erano più ispirati dalla fantascienza che riproduzioni di oggetti reali. Le istruzioni di alcuni erano fatte da Willy Ley, che rese popolare i viaggi nello spazio nel periodo (Ley, 1957). Un sito descrive la stazione spaziale commercializzata solo nel 1959 come il "santo Graal" dei kit della Rewel (Old Model, 2005-2014).

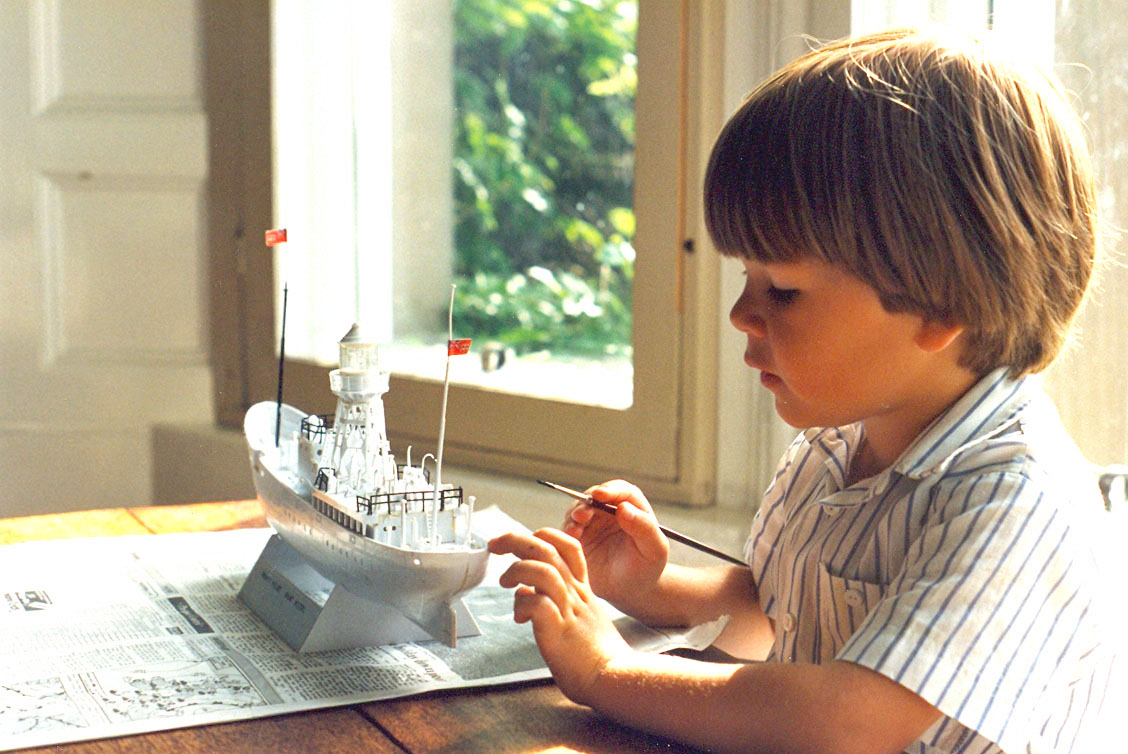
Revell South Goodwin Lightship

La Chrysler Slant-Six fu presentata a fine anni'50. Più modelli rispetto a AMT o MPC furono presentati da Revell. Nel 1956 la Lincoln Futura concept car simile alla Batmobile di George Barris (Jefferis 2010).

### Kustom - anni '60
Si sviluppò ulteriormente il settore. Come la AMT commercializzò le George Barris e le Darryl Starbird, Revell presentò Ed "Big Daddy" Roth nel 1962. Hawk Models usò i modelli di Bill Campbell come il "'Wierd-Ohs" e "Davey"  o il "Digger" dragster, e più tardi la Monogram collaborò con Tom Daniel. Roth creaò la bubble-glassed "Beatnik Bandit" (prodotta più tardi da Hot Wheels), la bimotore "Mysterion", la "Orbitron", la "Outlaw" e la "Road Agent". La più famosa fu "Rat Fink", una anti-Mickey Mouse. Roth venne pagato nel 1963 da Revell 1 cent per ogni pezzo venduto; guadagnò 32.000$.
Nel 1965 Revell acquisì International Raceways. ma le slot car erano già in declino.
Dopo quasi quattro decadi di vita, in cui è stata una dei maggiori produttori mondiali di modelli è iniziata una lenta decadenza, che l'ha portata nel 1986 ad essere acquistata dalla Odyssey Partners di New York e unita alla Monogram Models Company di Morton Grove (azienda fondata nel 1945 a Chicago), che la Odyssey aveva recentemente acquistato, divenendo la Revell-Monogram LLC. Nel 1994 la Revell-Monogram è stata poi acquisita dalla Hallmark Cards Inc per 85 milioni di dollari.
La nuova azienda ha ora sede a Northbrook in Illinois e produce una vasta gamma di modelli in plastica e metallo di auto, aerei, veicoli militari e navi.
Grazie alla fama mondiale acquisita dal marchio, il nome Revell è stato impiegato come marchio primario in molte delle sue linee di prodotti.

### Problemi finanziari e fusione con Monogram
Nel 1980 la crisi del settore fece sì che Revell fosse comprata dalla Generale du Jouet (CEJI), che poco dopo ebbe gli stessi problemi economici e vendette la Revell nel 1983.
Nel 1986 fu acquisita da Odyssey Partners di New York e unita alla Monogram. La sede di Venice fu trasferita a Des Plaines. Poi a Northbrook (Illinois). Infine, dopo anni di marchi uniti Revell-Monogram, avvenne la ri-separazione, e la sede fu a Elk Grove Village.

### Storia recente
Nel 1994 Revell-Monogram fu acquisita da Hallmark Cards come parte della Binney & Smith (Crayola crayons; Shope 1994). Così le cose per tredici anni. Il 2 maggio 2007 la Hobbico, Inc. annuncia l'acquisizione della American Revell-Monogram LLC, con il marchio Revell (Dodson 2007). Revell ritorna ad essere un marchio solo, così come Monogram. Hobbico ha acquisito Revell Germany nel 2012.

## La sede tedesca
Nel 1956 è stata fondata la sussidiaria tedesca, Revell Plastics GmbH, a Bünde, nella Germania Ovest. Durante gli anni settanta questa sede ha iniziato a sviluppare e produrre linee di modelli indipendentemente e fuori dal controllo della Revell statunitense. Questi modelli vennero importati anche all'interno degli Stati Uniti e acquisirono una fama di produzioni di alta qualità, oltre a raggiungere negli anni seguenti record di vendita a livello mondiale (nel 1995 sono stati venduti per la prima volta più di 5 milioni di kit di montaggio). La Revell tedesca cambiò successivamente nome in Revell AG e poi in Revell GmbH & Co. KG (la denominazione attuale). Si separa dalla Revell-Monogram LLC nel settembre 2006, mantiene una sua linea indipendente riguardo alle politiche di marketing, progettazione e produzione. Viene comprata dalla Hobbico nel 2012.
Produce aerei e modelli militari, autoveicoli in scala 1:24 e 1:18 preassemblati die-cast come Porsche, Ferrari, BMW, Mercedes-Benz, Corvette e Mustang (Johnson 1998, p. 200). Dal 2000 la linea, semplificata, si chiama "Revell Metal"; esempi sono Lloyd Alexander, Messerschmitt Kabinroller KR 200, BMW Isetta e DKW Junior.
Revell Germany incorpora anche la Matchbox inglese. Nel 1977 acquisiscono la Axis Powers che produce il marchio FROG (Tri-ang/Air Lines).

## Kit e livelli di complessità
Revell USA usa un skill level system per identificare la difficoltà di realizzazione di una scatola di montaggio, da livello 1 a livello 3.
- Level 1: difficoltà bassa, nessun incollaggio nessuna colorazione. Kit già colorati e semplicemente da assemblare a incastro.[14]  Decals, se incluse sono adesive (peel and stick).[14] Esempio è la serie SnapTite.[14]
- Level 2: difficoltà intermedia. Richiede colla, colori e decals classiche.[14]
- Level 3: difficoltà alta. Richiede incollaggi e colorazioni oltre che la possibilità di diverse varianti.[14]

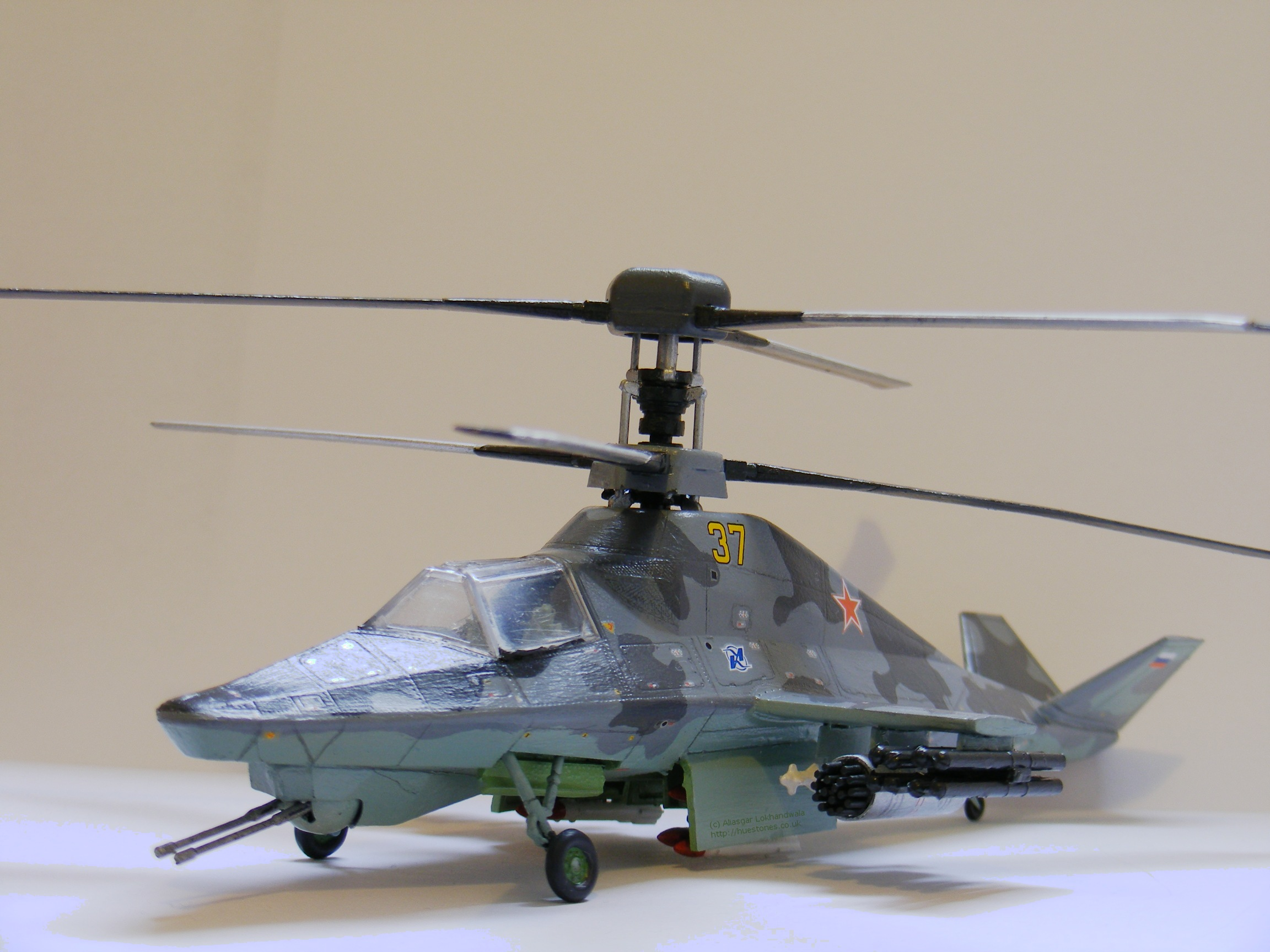
Kamov Ka-58 ipotetico, level 4

Revell Germany usa una scala da 1 a 5. Eccetto il livello 1, tutti gli altri livelli richiedono colla e colori:
- Skill-level 1 kit no colla o colore.
- Skill-level 2 kit fino a 30 parti.
- Skill-level 3 kit fino a 100 parti.
- Skill-level 4 kit fino a 150 parti.
- Skill-level 5 kit con più di 150 parti.[15]

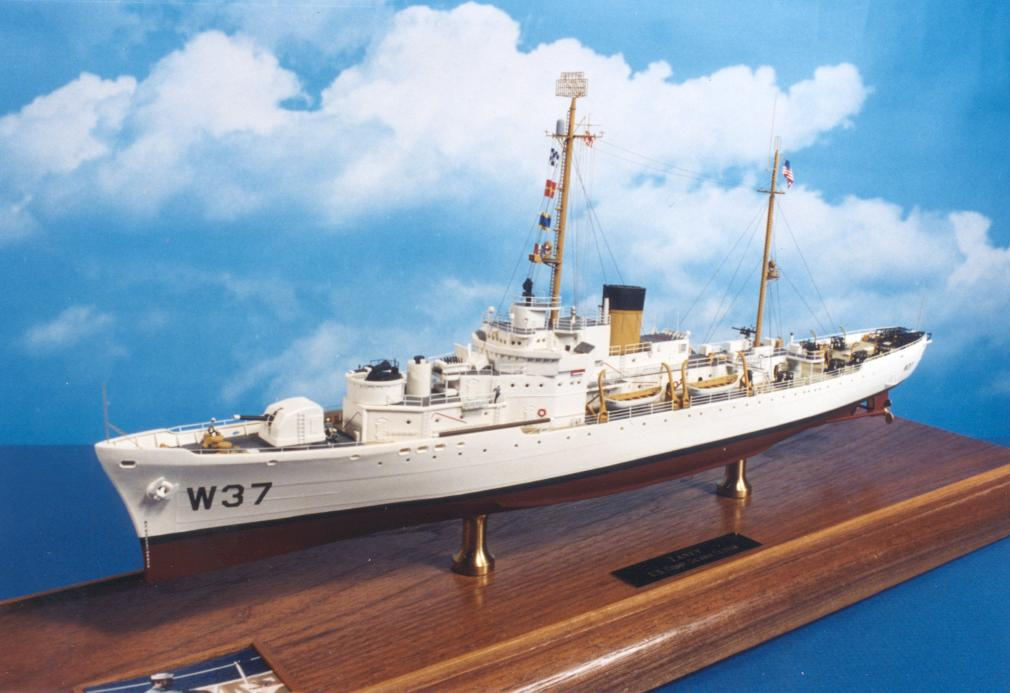
Revell Taney model